# Carregado
Carregado ist ein Ort und eine ehemalige Gemeinde im Kreis Alenquer des Distrikts Lissabon in Portugal. In der Gemeinde lebten 11.208 Einwohner (Stand 30. Juni 2011) auf einer Fläche von 14,7 km². Die Gemeinde wurde am 12. Juli 1997 zur Vila (dt. Kleinstadt) erhoben. 

## Geschichte

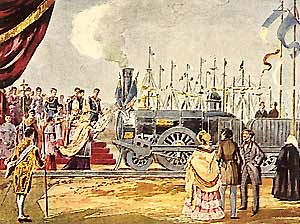
Eröffnung der ersten Eisenbahnlinie in Portugal

Am Bahnhof Carregado befand sich die Endstation der ersten portugiesischen Eisenbahnlinie, die am 28. Oktober 1856 am Bahnhof Santa Apolónia in Lissabon eröffnet wurde.

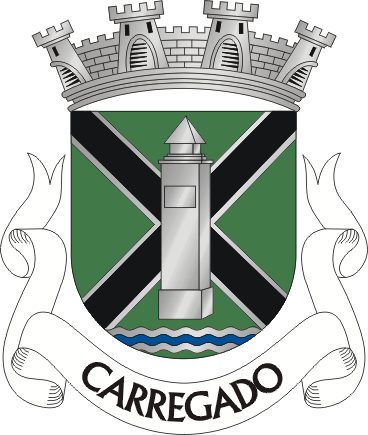
Das Wappen der ehemaligen Gemeinde

Am 29. September 2013 wurden die Gemeinden Carregado und Cadafais zur neuen Gemeinde União das Freguesias de Carregado e Cadafais zusammengefasst. Carregado ist Sitz dieser neu gebildeten Freguesia.

## Sport
Der Ort beheimatet den Fußballverein Associação Desportiva do Carregado im Stadion Campo José Lacerda Pinto Barreiros.